# Drepanosticta dorcadion
Drepanosticta dorcadion là loài chuồn chuồn trong họ Platystictidae. Loài này được Lieftinck mô tả khoa học đầu tiên năm 1949.